# بطولة أوروبا لألعاب القوى 2024 – سباق 4 × 400 متر تتابع للسيدات
سباق 4 × 400 متر تتابع للسيدات ضمن بطولة أوروبا لألعاب القوى 2024 على جولتين في ملعب أولمبيكو في روما، إيطاليا يومي 11-12 يونيو 2024. وكان هذا هو السباق الثامن عشر الذي يُقام ضمن بطولة أوروبا لألعاب القوى. وتنافست في هذا السباق فرق تتابع من ست عشرة دولة. أُقيمت جولتا التصفيات من الجولة الأولى في 11 يونيو. تأهلت أسرع ثلاثة فرق في كل جولة، بالإضافة إلى أسرع فريقين من بين الفرق المتبقية، إلى النهائي. تأهل فريق إسبانيا برقم قياسي وطني قدره 3:25.25 دقيقة. كما سجّل الفريق السويدي أرقامًا قياسية وطنية، لكنه لم يصل إلى النهائي، حيث أنهى السباق بزمن 3:26.05 دقيقة، والفريق النرويجي بزمن 3:29.84 دقيقة. أما فريق جمهورية التشيك، فقد استُبعد بعد سقوط العصا.
أقيمت المباراة النهائية يوم 12 يونيو. فاز بالسباق فريق هولندا في 3:22.39 دقيقة، يليه فريق أيرلندا في رقم قياسي وطني قدره 3:25.25 دقيقة، ثم فريق بلجيكا في 3:22.95 دقيقة. خارج الميداليات، حقق الفريق الإيطالي رقمًا قياسيًا وطنيًا قدره 3:23.40 دقيقة.

## الخلفية
أُضيف سباق التتابع 4 × 400 متر للسيدات إلى بطولة أوروبا لألعاب القوى 1969، وأُقيم سبعة عشر مرة قبل عام 2024، بينما كان سباق التتابع 4 × 400 متر للرجال موجودًا بالفعل منذ بطولة أوروبا لألعاب القوى 1934. أقيمت نسخة 2024 على المضمار الذي يبلغ طوله 400 متر داخل ملعب أولمبيكو في روما، إيطاليا، حيث أقيمت أيضًا نسخة 1974. كان الرقم القياسي العالمي والأوروبي قبل البطولة 3:15.17 دقيقة، سجله فريق الاتحاد السوفييتي في عام 1988، وكان الرقم القياسي للبطولة 3:16.87 دقيقة، سجله فريق ألمانيا الشرقية في عام 1986.
 كان أفضل وقت عالمي هو 3:21.70 دقيقة، سجله فريق الولايات المتحدة في 5 مايو 2024، وكان أفضل وقت أوروبي هو 3:24.38 دقيقة، سجله فريق أيرلندا في 4 مايو 2024، وكلاهما خلال تتابعات ألعاب القوى العالمية 2024 في ناساو، جزر البهاما. كان البطل المدافع هو فريق هولندا، الذي فاز بلقب 2022 في هذا الحدث.
| الرقم القياسي          | الدولة (رياضيون)                                                                      | الوقت   | الموقع                    | التاريخ        |
| ---------------------- | ------------------------------------------------------------------------------------- | ------- | ------------------------- | -------------- |
| الرقم القياسي العالمي  | الاتحاد السوفيتي (تاتيانا ليدوفسكايا، أولغا نازاروفا، ماريا بينيجينا، أولغا بريزجينا) | 3:15.17 | سيول، كوريا الجنوبية      | 01 أكتوبر 1988 |
| الرقم القياسي الأوروبي | الاتحاد السوفيتي (تاتيانا ليدوفسكايا، أولغا نازاروفا، ماريا بينيجينا، أولغا بريزجينا) | 3:15.17 | سيول، كوريا الجنوبية      | 01 أكتوبر 1988 |
| سجل البطولة            | ألمانيا الشرقية (كيرستن إميلمان، سابين بوش، بيترا مولر، ماريتا كوخ)                   | 3:16.87 | شتوتغارت، ألمانيا الغربية | 31 أغسطس 1986  |
| الرقم الرائد عالميًا    | الولايات المتحدة (كوانيرا هايز، غابرييل توماس، بيلي لير، أليكسيس هولمز)               | 3:21.70 | ناساو، جزر البهاما        | 05 مايو 2024   |
| الرقم الرائد أوروبيًا   | جمهورية أيرلندا (صوفي بيكر، راشيدات أديلكي، فيل هيلي، شارلين مودسلي)                  | 3:24.38 | ناساو، جزر البهاما        | 04 مايو 2024   |

## التأهل
تأهل ستة عشر فريقًا وطنيًا لسباق 4 × 400 متر تتابع للسيدات. تأهل الفريق الإيطالي تلقائيًا، نظرًا لاستضافة إيطاليا للبطولة. أما الفرق الخمسة عشر الأخرى، فقد تأهلت بناءً على مجموع أسرع زمنين لها خلال فترة التأهل من 01 يناير 2023 إلى 26 مايو 2024.

## الجولات

### الجولة الأولى

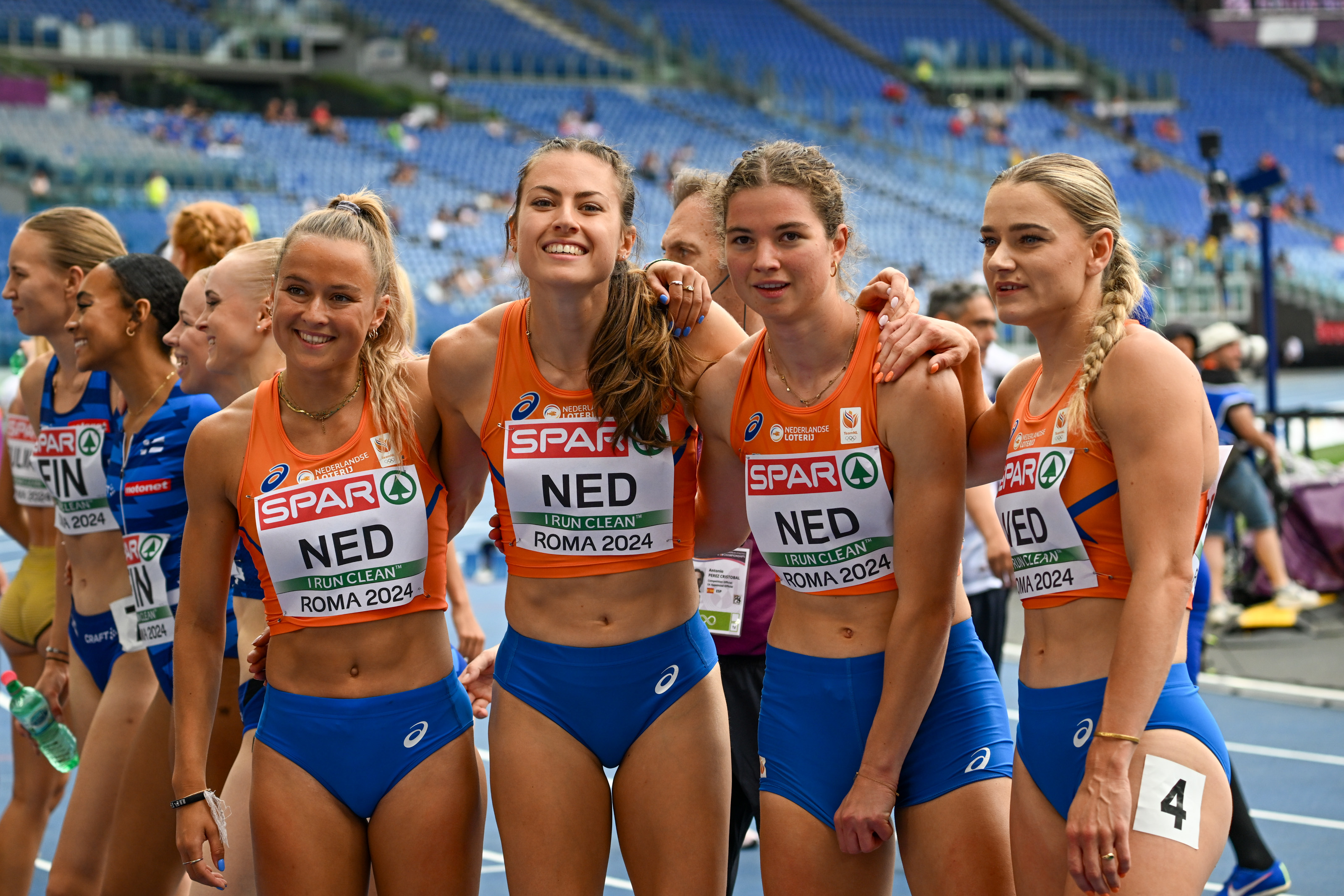
آن فان دي ويل، إيفلين سالبيرغ، ميرت فان دير شوت، وليزان دي ويت من هولندا بعد التصفية الأولى من الجولة الأولى؛ تم استبدال جميع المشاركات في النهائي باستثناء دي ويت.

أقيمت تصفيات الجولة الأولى في 11 يونيو، بدءًا من الساعة 11:15 (UTC+2) صباحًا. تأهلت الفرق الثلاثة الأولى في كل جولة بشكل مباشر (Q) ثم الفريقان الأسرع التاليان (q) إلى النهائي. في الجولة الأولى، تأهلت فرق بولندا وألمانيا وهولندا مباشرة إلى النهائي، وحقق فريق النرويج رقمًا قياسيًا وطنيًا قدره 3:29.84 دقيقة، وتم استبعاد فريق جمهورية التشيك (DQ) بسبب خطأ في تسليم العصا وسقوطه (TR24.6). في التصفية الثانية، تأهلت فرق أيرلندا وفرنسا وبلجيكا مباشرة إلى النهائي، وحقق الفريق الإسباني رقمًا قياسيًا وطنيًا قدره 3:25.25 دقيقة مؤهلًا باعتباره ثاني أسرع فريق مع الفريق الإيطالي، وحقق الفريق السويدي رقمًا قياسيًا وطنيًا قدره 3:26.05 دقيقة.

#### التصفيات الأولى
| المركز | المسار | البلد                | فريق التتابع                                                                     | الوقت   | ملاحظات |
| ------ | ------ | -------------------- | -------------------------------------------------------------------------------- | ------- | ------- |
| 1      | 6      | بولندا (POL)         | كينغا جاكا، ماريكا بوبوفيتش-دراباوا، إيغا بومغارت-فيتان، يوستينا شفينتيه-إرسيتيك | 3:25.59 | Q       |
| 2      | 8      | ألمانيا (GER)        | سكادي شير، أليسا شميدت، لونا بولمان، إيلين ديميس                                 | 3:25.90 | Q, SB   |
| 3      | 4      | هولندا (NED)         | إيفلينا سالبيرخ، آن فان دي فيل، ميرتيه فان دير سخوت، ليزان دي ويت                | 3:25.99 | Q       |
| 4      | 2      | النرويج (NOR)        | جوزفين تومين إريكسن، أستري إرتزجارد، إليزابيث سليتوم، أمالي لويل                 | 3:26.05 | NR      |
| 5      | 7      | فنلندا (FIN)         | ميليا ثورسون، آينو بولكينن، كاترينا رايت، ميت باس                                | 3:26.51 | SB      |
| 6      | 9      | البرتغال (POR)       | كارينا فانيسا، كاتيا أزيفيدو، صوفيا لافريشينا، فيرا باربوسا                      | 3:29.50 | SB      |
| 7      | 3      | السويد (SWE)         | ليزا ليلجا، موا جرانات، جونا كلايسون، ماري كيمومبا                               | 3:29.84 | NR      |
|        | 5      | جمهورية التشيك (CZE) | مارسيلا بيركوفا، تيريزا بيترجيلكوفا، باربورا فيسيلا، باربورا ماليكوفا            | DQ      | TR24.6  |

#### التصفيات الثانية
| المركز | المسار | البلد                 | فريق التتابع                                                        | الوقت   | ملاحظات |
| ------ | ------ | --------------------- | ------------------------------------------------------------------- | ------- | ------- |
| 1      | 6      | جمهورية أيرلندا (IRL) | صوفي بيكر، فيل هيلي، لورين كادن، شارلين ماودسلي                     | 3:24.81 | Q       |
| 2      | 4      | فرنسا (FRA)           | سونكامبا سيلا، أليكس ديو، مارجوري فيسيير، أماندين بروسييه           | 3:25.15 | Q, SB   |
| 3      | 9      | بلجيكا (BEL)          | نايومي فان دن بروك، إيمكه فيرفيت، سينثيا بولينغو، كاميل لاوس        | 3:25.16 | Q, SB   |
| 4      | 8      | إسبانيا (ESP)         | كارمن أفيليس، بيرتا سيجورا، إيفا سانتيدريان، بلانكا هيرفاس          | 3:25.25 | q, NR   |
| 5      | 7      | إيطاليا (ITA)         | إيلاريا إلفيرا أكامي، جيانكارلا ترفيسان، ريبيكا بورجا، آنا بوليناري | 3:25.28 | q, SB   |
| 11     | 3      | سويسرا (SUI)          | لينا فيرنلي، جوليا نيدربيرجر، أنينا فهر، ياسمين جيجر                | 3:27.48 | SB      |
| 12     | 5      | أوكرانيا (UKR)        | ماريانا شوستاك، كاترينا كاربيوك، تيتيانا كاراشكوك، آنا ريجيكوفا     | 3:27.69 | SB      |
| 15     | 2      | المجر (HUN)           | سارولتا كريست، سارا ماتو، بيانكا كيري، فيراج سيمون                  | 3:31.28 | SB      |

### النهائي

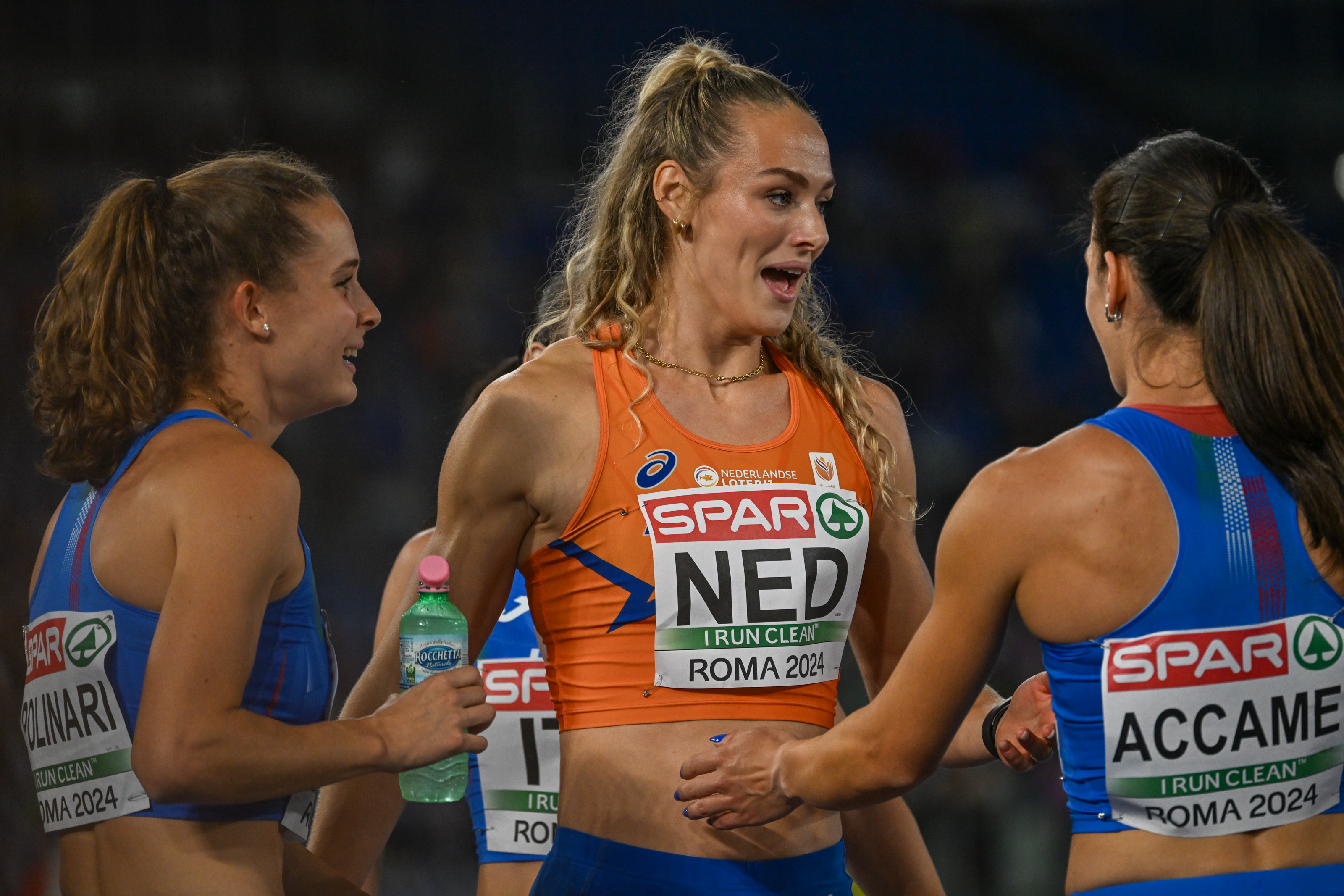
آنا بوليناري من إيطاليا، وليكا كلافر من هولندا، وإيلاريا إلفيرا أكامي من إيطاليا بعد السباق النهائي

أقيمت المباراة النهائية في 12 يونيو، ابتداءً من الساعة 21:05 (بتوقيت UTC+2) مساءً. كانت ليكا كلافر عداءة المرحلة الأولى لهولندا وأول من سلم العصا بعد جولة واحدة، تلتها صوفي بيكر من أيرلندا، ثم كينغ غاسكا من بولندا، ونايومي فان دن بروك من بلجيكا. في المرحلة الثانية، تجاوزت راشيدات أديليكي من أيرلندا العداءة كاتلين بيترز من هولندا، بينما تجاوزت إيمكه فيرفيت من بلجيكا العداءة ماريكا بوبوفيتش-دراباوا من بولندا. في المرحلة الثالثة، بدأ فيل هيلي من أيرلندا في المقدمة. تمكنت الهولندية ليزان دي ويت من التغلب على سينثيا بولينغو من بلجيكا وتمكنت من تجاوز هيلي قبل التسليم النهائي بفترة وجيزة. في المرحلة الحاسمة، كانت فيمكه بول في الصدارة من التسليم حتى تجاوز خط النهاية، وحافظت شارلين مودسلي من أيرلندا وهيلينا بونيت من بلجيكا على موقعيهما النسبيين. احتل الفريق الهولندي المركز الأول في زمن أوروبي رائد قدره 3:22.39 دقيقة، مدافعًا بنجاح عن لقبه عام 2022، يليه الفريق الأيرلندي في المركز الثاني بتحقيق رقم قياسي وطني  قدره 3:22.71 دقيقة، ثم أنهى الفريق البلجيكي في المركز الثالث بـ 3:22.95 دقيقة. في المركز الرابع، حقق الفريق الإيطالي رقم قياسي وطني قدره 3:23.40 دقيقة.
| المركز | المسار | البلد                 | فريق التتابع                                                              | الوقت   | ملاحظات |
| ------ | ------ | --------------------- | ------------------------------------------------------------------------- | ------- | ------- |
| الأول  | 9      | هولندا (NED)          | ليكا كلافر،كاتلين بيترز، ليزان دي ويت، فيمكه بول                          | 3:22.39 | EL      |
| الثاني | 6      | جمهورية أيرلندا (IRL) | صوفي بيكر، راشيدات أديليكي، فيل هيلي، شارلين ماودسلي                      | 3:22.71 | NR      |
| الثالث | 4      | بلجيكا (BEL)          | نايومي فان دن بروك، إيمكه فيرفيت، سينثيا بولينغو، هيلينا بونيت            | 3:22.95 | SB      |
| 4      | 3      | إيطاليا (ITA)         | إلاريا إلفيرا أكامي، جيانكارلا ترفيسان، آنا بوليناري، أليتشه مانجيوني     | 3:23.40 | NR      |
| 5      | 7      | فرنسا (FRA)           | سونكامبا سيلا، لويز مارافال، أليكس ديو، أماندين بروسييه                   | 3:23.77 | SB      |
| 6      | 8      | بولندا (POL)          | كينغا جاكا، ماريكا بوبوفيتش-دراباوا، إيغا بومغارت-فيتان، ناتاليا كازماريك | 3:23.91 | SB      |
| 7      | 2      | إسبانيا (ESP)         | كارمن أفيليس، بيرتا سيجورا، إيفا سانتيدريان، بلانكا هيرفاس                | 3:26.94 |         |
| 8      | 5      | ألمانيا (GER)         | سكادي شير، أليسا شميدت، لونا بولمان، إيلين ديميس                          | 3:27.11 |         |

## المراحع
1. 1 2 3 4 5 6  "European Athletics Championships 2024 – Results Book", pp. 424–436, European Athletics. Retrieved 23 January 2025. نسخة محفوظة 2025-05-12 على موقع واي باك مشين.
2. ↑  Ireland win silver in women's 4x400m relay نسخة محفوظة 2025-06-10 على موقع واي باك مشين.
3. ↑  As it happened: Ireland claim European Championship silver in Women’s 4x400m relay final نسخة محفوظة 2024-06-22 على موقع واي باك مشين.
4. ↑  European Athletics Championships - 4 x 400m Relay Women - Final Results
5. ↑  "European Athletics Championships 2024 – Statistics Handbook", European Athletics, pp. 401–402, 412. Retrieved 23 January 2025. نسخة محفوظة 2025-05-12 على موقع واي باك مشين.
6. ↑  "European Athletics Championships Timetable", Roma2024.eu. Retrieved 23 January 2025. نسخة محفوظة 2024-12-06 على موقع واي باك مشين.
7. ↑  Steven Mills, "Roma revisited! Six incredible moments from the 1974 European Championships", European Athletics, 4 April 2024. Retrieved 23 January 2025. نسخة محفوظة 2025-06-02 على موقع واي باك مشين.
8. 1 2  "All Time Best". الاتحاد الدولي لألعاب القوى. مؤرشف من الأصل في 2024-12-07. اطلع عليه بتاريخ 2022-08-19.
9. 1 2  "2024 Top List". الاتحاد الدولي لألعاب القوى. مؤرشف من الأصل في 2024-12-07. اطلع عليه بتاريخ 2024-06-05.
10. 1 2  "2024 Top European List". الاتحاد الدولي لألعاب القوى. مؤرشف من الأصل في 2024-12-07. اطلع عليه بتاريخ 2024-06-05.
11. 1 2  "Athletics – Women's 4 x 400m Relay – Final – Results", European Athletics, 21 August 2022. Archived 21 August 2022. Retrieved 23 January 2025.
12. ↑  "Qualification System and Entry Standards", European Athletics, December 2023. Retrieved 23 January 2025. نسخة محفوظة 2025-05-02 على موقع واي باك مشين.
13. ↑  "European Athletics Championships Qualifying System – Women's 4x100 Metres Relay", European Athletics. Retrieved 23 January 2025.
14. ↑  "Dutch DELIGHT! 🇳🇱🍊 Women's 4x400m relay final | Roma 2024", European Athletics on يوتيوب, 18 June 2024. Retrieved 23 January 2025. نسخة محفوظة 2024-12-17 على موقع واي باك مشين.